# Катарина (Техас)
Катарина (англ. Catarina) — переписна місцевість (CDP) в США, в окрузі Дімміт штату Техас. Населення — 70 осіб (2020).

## Географія
Катарина розташована за координатами 28°21′1″ пн. ш. 99°36′55″ зх. д. / 28.35028° пн. ш. 99.61528° зх. д. (28.350178, -99.615258).  За даними Бюро перепису населення США в 2010 році переписна місцевість мала площу 9,79 км², з яких 9,75 км² — суходіл та 0,05 км² — водойми.

## Демографія
Згідно з переписом 2010 року, у переписній місцевості мешкало 118 осіб у 50 домогосподарствах у складі 33 родин. Густота населення становила 12 осіб/км².  Було 74 помешкання (8/км²).
Расовий склад населення:
| - 91,5 % — білих - 0,8 % — азіатів - 7,6 % — осіб інших рас |

До двох чи більше рас належало 0,0 %. Частка іспаномовних становила 79,7 % від усіх жителів.
За віковим діапазоном населення розподілялося таким чином: 18,6 % — особи молодші 18 років, 54,3 % — особи у віці 18—64 років, 27,1 % — особи у віці 65 років та старші. Медіана віку мешканця становила 53,5 року. На 100 осіб жіночої статі у переписній місцевості припадало 100,0 чоловіків;  на 100 жінок у віці від 18 років та старших — 104,3 чоловіків також старших 18 років.
Цивільне працевлаштоване населення становило 21 особа. Основні галузі зайнятості: науковці, спеціалісти, менеджери — 100,0 %.